# Орик (Иркутская область)
Орик — деревня в Нижнеудинском районе Иркутской области.  В административном плане относится к Катарбейскому муниципальному образованию.

## География
Деревня расположена на берегу реки Орик,  в 18 км  от центра сельского поселения, села Катарбей и в 105 километрах от Нижнеудинска, районного центра.

## История
Деревня основана в 1903 году как переселенческий участок на 141 душевую долю. К 1906 году заселение еще не началось.
Заселение произошло не позднее 1907 года, деревня относилась в это время к Тулуновской волости.
В 1945—1953 годах входила в состав Икейского района.

## Население
По данным Всероссийской переписи населения 2010 года население НП составило 189 человек.
После разрушительного наводнения 2019 года было принято решение село расселить, жителям были выданы сертификаты на покупку жилья в других населённых пунктах.
| 2002 | 2010 | 2011 | 2012 |
| ---- | ---- | ---- | ---- |
| 222  | ↘189 | ↘188 | ↗201 |